# 吉安地区
吉安地区是中华人民共和国江西省人民政府设立的地区行政专员公署。存在于1973年到2000年5月。

## 历史沿革
- 1968年5月，改吉安专区为井冈山地区，井冈山管理局改称“井冈山革命委员会”并划归井冈山地区管辖；
- 1979年，井冈山地区改名为吉安地区；
- 1981年10月，设立井冈山县，隶属吉安行署；1982年12月，建立井冈山市。
- 1992年，莲花县划入萍乡市。
- 2000年5月11日，中国国务院批准撤销吉安地区，成立地级吉安市，同时撤销宁冈县并入井冈山市。